# NHKラジオ
NHKラジオ（エヌエイチケイ ラジオ、英語: NHK Radio）では、日本放送協会（NHK）のラジオ放送について述べる。

## 概要
放送法第2条第2号に規定する基幹放送に分類される。国内で受信されることを目的とする国内放送と外国において受信されることを目的とする国際放送および中継国際放送に大別される。
放送法第20条第5項において、NHKは「中波放送と超短波放送とのいずれか（中略）がそれぞれあまねく全国において受信できるように措置をしなければならない」と規定している。しかし、離島など一部にいずれも受信できない地域が存在する。これを含めた難聴取対策として国内放送をインターネット配信している。
2021年1月13日、2021年度から3か年の経営計画が発表され、2025年度を目途に現在のAM2波から1波へ整理・削減する方向で検討を進めている。

### 一覧
国内放送
- 中波放送（AMラジオ放送）
  - NHKラジオ第1放送（R1）
  - NHKラジオ第2放送（R2）
- 超短波放送（FMラジオ放送）
  - NHK-FM放送

国際放送
- NHKワールド・ラジオ日本

## 受信契約について
ラジオ放送の受信料は1968年4月1日より廃止されており、現在では放送法第64条第1項ただし書の規定により、ラジオ放送に限り受信することのできる受信設備のみを設置した者は、NHKと受信契約をする必要はない。
この受信設備とは、据置型だけでなく携帯電話端末なども該当するが、ワンセグも受信できる場合は受信契約を要する。

## 沿革
- 1925年（大正14年）3月22日　社団法人東京放送局[2]が放送開始。
- 1931年（昭和6年）4月6日　社団法人日本放送協会[2]が第2放送開始。
- 1935年（昭和10年）6月1日　国際放送開始。
- 1968年（昭和43年）4月1日　ラジオ受信料廃止。
- 1969年（昭和44年）3月1日　FM放送開始。
- 1988年（昭和63年）4月　中継国際放送開始。
- 2011年（平成23年）9月1日　NHKネットラジオ らじる★らじるとして国内放送のインターネット配信開始。
- 2016年（平成29年）10月2日　民放ラジオポータルサイトradikoにて一部地域実験配信を開始（2018年3月30日まで。配信地域は、関東広域（1都6県）及び福岡県、宮城県、広島県、愛媛県の5エリア）[3]。
- 2018年（平成30年）4月12日　radikoの実験配信を再開。同時に配信地域を全国に拡大（2019年3月31日まで（R2のみ3月29日まで））[4][5]。
- 2019年（平成31年）4月1日　R1及びFMにて、radikoの正式配信を開始。R2のradikoでの配信は見送られた為、先行して同年3月29日をもって配信終了[6][7]。
- 2023年（令和5年）10月10日　事業支出改革に伴い、2026年度からAM波「R1」「R2」を1つに整理・削減する方針が明らかになる[8]。